# Suure-Ahli
Suure-Ahli – wieś w Estonii, w prowincji Lääne, w gminie Ridala.